# Linia kolejowa nr 506
Linia kolejowa nr 506 – pierwszorzędna, zelektryfikowana, w większości dwutorowa linia kolejowa znaczenia państwowego łącząca stację Warszawa Wschodnia Towarowa ze stacją Warszawa Wawer.
Wraz z planowaną na lata 2020 – 2022 modernizacją linii kolejowej nr 7 na odcinku Warszawa – Otwock zakłada się prace na linii kolejowej nr 506 na odcinku w km 0,700 – 4,112.